# Sõrve (plaats)
Sõrve is een plaats in de Estlandse gemeente Harku, provincie Harjumaa. De plaats heeft de status van dorp (Estisch: küla).

## Bevolking
Het dorp had 238 inwoners op 31 december 2011 en 207 inwoners op 31 december 2021.